# 潘茨韦勒
潘茨韦勒是德国莱茵兰-普法尔茨州的一个市镇。总面积3.85平方公里，总人口264人，其中男性141人，女性123人（2011年12月31日），人口密度69人/平方公里。